# Georg Wilhelm Claussen (Schiffbauer)
Georg Wilhelm Claussen (* 23. Januar 1845 in Bremerhaven; † 19. Juni 1919 ebenda) war ein deutscher Schiffbauer.

## Biografie

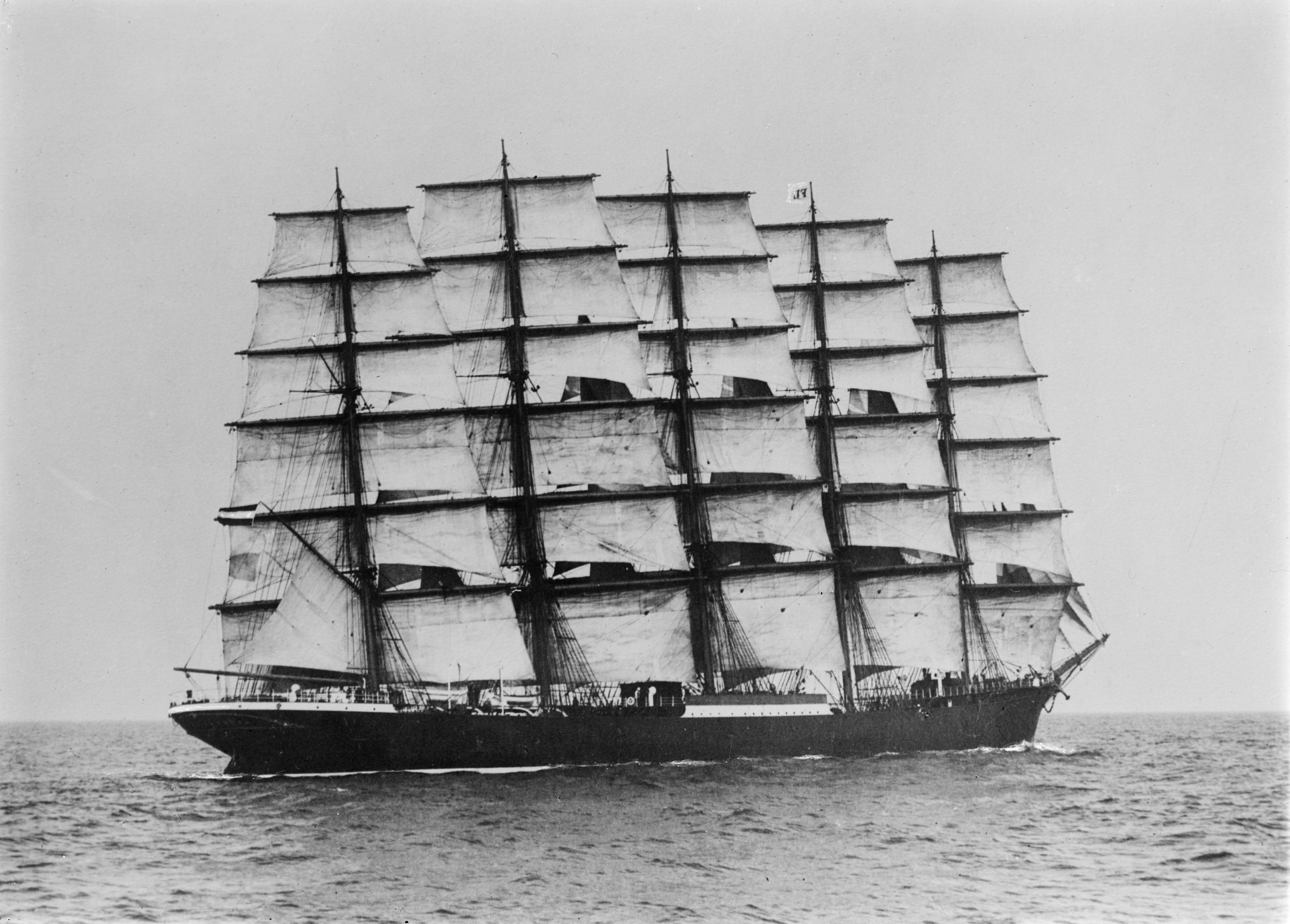
Das Vollschiff Preußen mit 5 Masten wurde von Claussen konstruiert

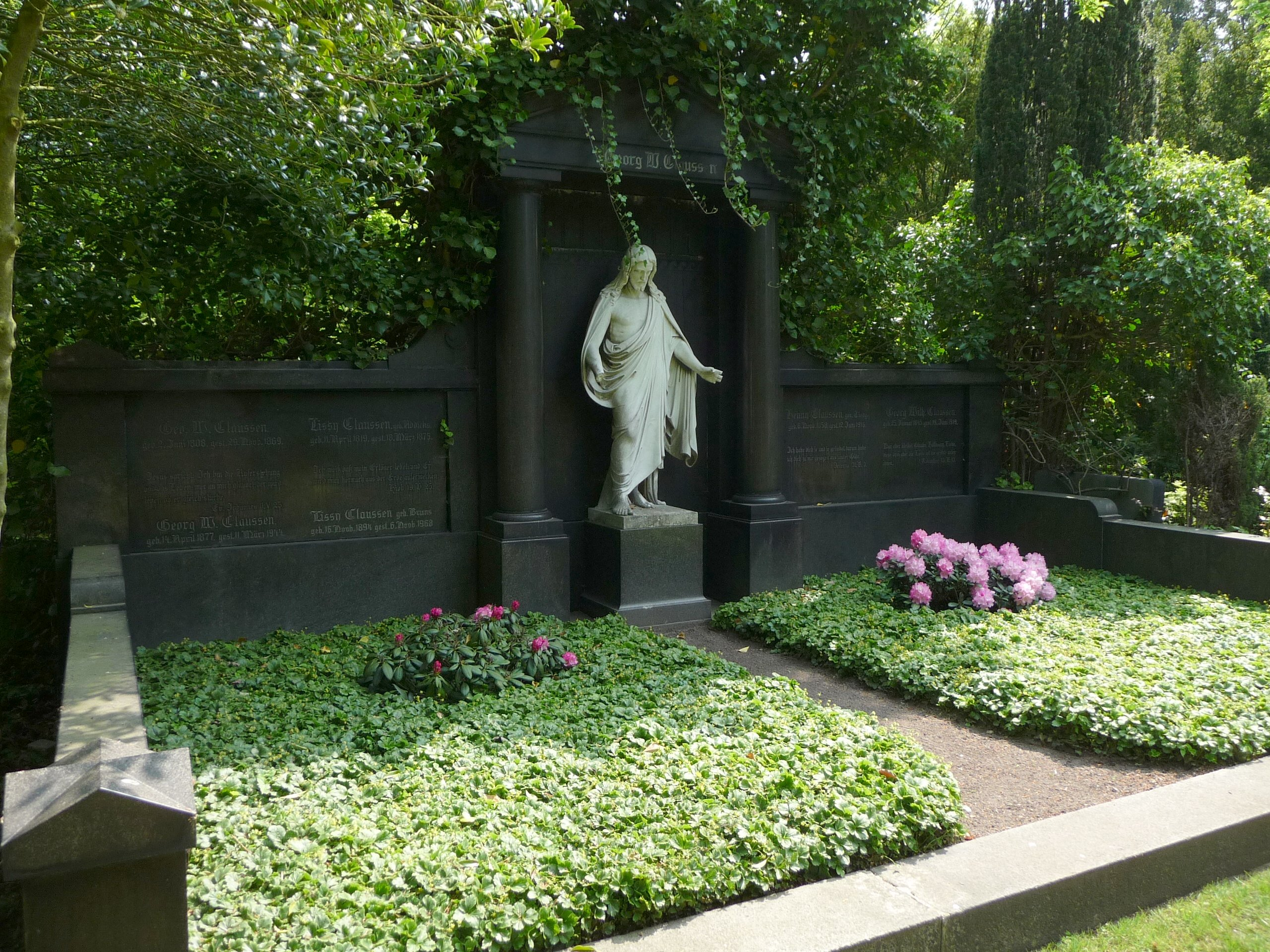
Familiengrab von Georg Wilhelm Claussen auf dem Friedhof Lehe I in Bremerhaven

Claussen war der Sohn des Spediteurs Georg Wilhelm Claussen (1808–1869) in Bremerhaven. Er lernte als Zimmermann bei der Tecklenborg-Werft. Er war von 1865 bis 1869 in der Hochburg des Eisenschiffbaus in Schottland beschäftigt, hier arbeitete er bei der Werft Caird & Company als Zeichner und Konstrukteur. 1869 nahm er wieder seine Arbeit bei Joh. C. Tecklenborg auf. 1872 wurde er mit Eduard Tecklenborg Prokurist, 1873 technischer Leiter und 1876 Teilhaber der Werft. Er erkannte, dass eine Umstellung auf den Eisenschiffbau nützlich wäre und das Unternehmen auf dem bis dahin genutzten Bremerhavener Gelände nicht weiter wachsen konnte. 1881 wurde deshalb das Unternehmen nach Geestemünde verlegt.
Als technischer Leiter gelang Claussen der Übergang von dem Holz- zum Eisenschiff- und zum Stahlschiffbau auf der Tecklenborg-Werft. Bei Tecklenborg wurden danach durchweg stählerne Vier- und Fünfmastbarken gebaut. Claussen vertrat die Auffassung, dass trotz der höheren Geschwindigkeit von Dampfschiffen gut ausgerüstete Segelschiffe auf bestimmten Linien mit entsprechender Ladung konkurrenzfähig wären.

Ab 1906 bildeten Eduard Tecklenborg und Claussen den Vorstand der 1897 zur Aktiengesellschaft umgewandelten Werft.
Georg Wilhelm Claussen wurde auf dem Friedhof Lehe I in Bremerhaven beigesetzt. Die große Grabanlage aus schwarzem Granit wird von einer weißen Jesus-Figur geschmückt (Koordinaten: 53° 33′ 54,3″ N, 8° 35′ 50,9″ O). Er gehörte dem Verein Deutscher Ingenieure (VDI) und dem Unterweser-Bezirksverein des VDI an.

## Ehrungen
- Dr. Ing. E. h. der Technischen Hochschule Charlottenburg
- Ehrenbürger von Geestemünde (1919)
- Ehrenmitglied der  Schiffbautechnischen Gesellschaft (STG)
- Claussenstraße in Geestemünde-Nord (Zufahrt zur Tecklenborg-Werft / Marineschule)[2]
- Gedenkplatte auf der Forschermeile (2015)